# Charley Burley
Charley Burley est un boxeur américain né le 6 septembre 1917 à Pittsburgh, Pennsylvanie, et mort le 16 octobre 1992.

## Carrière
Boxant en poids welters et poids moyens, il remporte de nombreux combats dans ces catégories mais n'obtiendra jamais de chance pour un titre mondial (beaucoup de ses adversaires potentiels préfèreront en effet l'éviter). Il décroche le titre de champion de Californie dans les deux catégories et compte néanmoins des victoires de prestige face à Fritzie Zivic, Archie Moore et Billy Soose à la fin des années 1930.

## Distinction
- Charley Burley est membre de l'International Boxing Hall of Fame depuis 1992.